# Коршано (Мачерата)
Коршано (итал. Corsciano) насеље је у Италији у округу Мачерата, региону Марке.
Према процени из 2011. у насељу је живело 48 становника. Насеље се налази на надморској висини од 517 м.